# Ryder Cup 2010
La 38ª edizione della Ryder Cup si è tenuta al Celtic Manor Resort nella città di Newport, Galles, dal 1 al 4 ottobre 2010.
È stata la prima volta che il torneo si è svolto in Galles. Con gli Stati Uniti nel ruolo di difensori della coppa, l'evento si è giocato sul nuovo percorso Twenty Ten, specificatamente progettato per la Ryder Cup. I capitani dei team erano Colin Montgomerie per l'Europa e Corey Pavin per gli USA. La squadra europea ha vinto con un punteggio di 14½ a 13½.
Il torneo è stato ufficialmente aperto da Carwyn Jones, Primo ministro del Galles.

## Formato
La Ryder Cup è un torneo match play, con degli incontri giocati sia a coppie che singolarmente. Ogni match ha un punto in palio e mezzo punto in caso di pareggio. A causa della forte pioggia, il formato originale venne modificato notevolmente: l'edizione del 2010 finì infatti per la prima volta di lunedì.
- I sessione (venerdì e sabato) - 4 incontri "four-ball" ("quattro-palle": si utilizza il risultato migliore dei due giocatori)
- II sessione (sabato) - 6 incontri "foursome" (colpi alternati tra i due giocatori)
- III sessione (sabato e domenica) - 2 incontri "foursome" e 4 "four-ball"
- IV sessione (lunedì) - 12 incontri singoli

Il numero totale di incontri è rimasto invariato: 8 "four-ball", 8 "foursome" e 12 incontri singoli. I capitani delle due squadre hanno inoltre accordato di finire la competizione al massimo di lunedì al tramonto, pareggiando eventualmente i match ancora in corso.

## Squadre
| Europa               |     |                      |                      |                     |                                              |
| Nome                 | Età | Punti classifica (W) | Punti classifica (E) | Classifica mondiale | Note                                         |
| Colin Montgomerie    | 47  |                      |                      |                     | Capitano non-giocatore                       |
| Lee Westwood         | 37  | 1                    | 1                    | 3                   | 7ª partecipazione                            |
| Rory McIlroy         | 21  | 2                    | 3                    | 9                   | Esordio nella Ryder Cup                      |
| Martin Kaymer        | 25  | 3                    | 2                    | 6                   | Esordio nella Ryder Cup                      |
| Graeme McDowell      | 31  | 4                    | 4                    | 13                  | 2ª partecipazione                            |
| Ian Poulter          | 34  | 7                    | 5                    | 16                  | 3ª partecipazione                            |
| Ross Fisher          | 29  | 14                   | 6                    | 27                  | Esordio nella Ryder Cup                      |
| Francesco Molinari   | 27  | 10                   | 7                    | 32                  | Esordio nella Ryder Cup                      |
| Miguel Ángel Jiménez | 46  | 11                   | 8                    | 26                  | 4ª partecipazione                            |
| Peter Hanson         | 32  | 13                   | 9                    | 42                  | Esordio nella Ryder Cup                      |
| Edoardo Molinari     | 29  | 5                    | 10                   | 15                  | Scelta del capitano, esordio nella Ryder Cup |
| Luke Donald          | 32  | 6                    | 16                   | 8                   | Scelta del capitano, 3ª partecipazione       |
| Pádraig Harrington   | 39  | 8                    | 12                   | 22                  | Scelta del capitano, 6ª partecipazione       |

| Stati Uniti    |     |                      |                      |                     |                                              |
| Nome           | Età | Punti classifica (W) | Punti classifica (E) | Classifica mondiale | Note                                         |
| Corey Pavin    | 50  |                      |                      |                     | Capitano non-giocatore                       |
| Phil Mickelson | 40  | 1                    | 7                    | 2                   | 8ª partecipazione                            |
| Hunter Mahan   | 28  | 2                    | 1                    | 14                  | 2ª partecipazione                            |
| Bubba Watson   | 31  | 3                    | 0                    | 24                  | Esordio nella Ryder Cup                      |
| Jim Furyk      | 40  | 4                    | 6                    | 5                   | 7ª partecipazione                            |
| Steve Stricker | 43  | 5                    | 1                    | 4                   | 2ª partecipazione                            |
| Dustin Johnson | 26  | 6                    | 0                    | 12                  | Esordio nella Ryder Cup                      |
| Jeff Overton   | 27  | 7                    | 0                    | 48                  | Esordio nella Ryder Cup                      |
| Matt Kuchar    | 32  | 8                    | 0                    | 11                  | Esordio nella Ryder Cup                      |
| Zach Johnson   | 34  | 11                   | 0                    | 19                  | Scelta del capitano, 2ª partecipazione       |
| Tiger Woods    | 34  | 12                   | 5                    | 1                   | Scelta del capitano, 6ª partecipazione       |
| Stewart Cink   | 37  | 14                   | 4                    | 35                  | Scelta del capitano, 5ª partecipazione       |
| Rickie Fowler  | 21  | 20                   | 0                    | 33                  | Scelta del capitano, esordio nella Ryder Cup |

## Risultati

### I sessione
Gli incontri four-ball cominciarono il venerdì e vennero sospese alle 9:43, per il maltempo; il torneo venne ripreso alle 17:00, ma venne sospeso di nuovo dopo le 19:00. Gli incontri ricominciarono il sabato mattina.
Four-ball
| Europa (bandiera) | Risultati | Stati Uniti (bandiera) |
| ----------------- | --------- | ---------------------- |
| Westwood/Kaymer   | 3 & 2     | Mickelson/D.Johnson    |
| McIlroy/McDowell  | pareggio  | Cink/Kuchar            |
| Poulter/Fisher    | 2 up      | Stricker/Woods         |
| Donald/Harrington | 3 & 2     | Watson/Overton         |
| 1½                | Sessione  | 2½                     |
| 1½                | Totale    | 2½                     |

### II sessione
Foursome
| Europa (bandiera) | Risultati | Stati Uniti (bandiera) |
| ----------------- | --------- | ---------------------- |
| Jiménez/Hanson    | 4 & 3     | Woods/Stricker         |
| Molinari/Molinari | 2 up      | Z.Johnson/Mahan        |
| Westwood/Kaymer   | pareggio  | Furyk/Fowler           |
| Harrington/Fisher | 3 & 2     | Mickelson/D.Johnson    |
| Poulter/Donald    | 2 & 1     | Watson/Overton         |
| McDowell/McIlroy  | 1 up      | Cink/Kuchar            |
| 2½                | Sessione  | 3½                     |
| 4                 | Totale    | 6                      |

### III sessione
La terza sessione cominciò il sabato pomeriggio. La squadra europea era in vantaggio in tutti i sei incontri, prima che sopraggiunse l'oscurità. La domenica, i match ripresero alle 13:20, a causa del maltempo.
Foursome
| Europa (bandiera) | Risultati | Stati Uniti (bandiera) |
| ----------------- | --------- | ---------------------- |
| Donald/Westwood   | 6 & 5     | Stricker/Woods         |
| McDowell/McIlroy  | 3 & 1     | Johnson/Mahan          |

Four-ball
| Europa (bandiera) | Risultati | Stati Uniti (bandiera) |
| ----------------- | --------- | ---------------------- |
| Harrington/Fisher | 2 & 1     | Furyk/Johnson          |
| Molinari/Molinari | halved    | Cink/Kuchar            |
| Hanson/Jiménez    | 2 up      | Watson/Overton         |
| Poulter/Kaymer    | 2 & 1     | Mickelson/Fowler       |
| 5½                | Sessione  | ½                      |
| 9½                | Totale    | 6½                     |

### IV sessione
Per la prima volta nella storia della Ryder Cup, la sessione finale viene conclusa di lunedì a causa delle cattive condizioni atmosferiche del venerdì e della domenica.
Singoli
| Europa (bandiera)    | risultati | Stati Uniti (bandiera) |
| -------------------- | --------- | ---------------------- |
| Lee Westwood         | 2 & 1     | Steve Stricker         |
| Rory McIlroy         | pareggio  | Stewart Cink           |
| Luke Donald          | 1 up      | Jim Furyk              |
| Martin Kaymer        | 6 & 4     | Dustin Johnson         |
| Ian Poulter          | 5 & 4     | Matt Kuchar            |
| Ross Fisher          | 3 & 2     | Jeff Overton           |
| Miguel Ángel Jiménez | 4 & 3     | Bubba Watson           |
| Francesco Molinari   | 4 & 3     | Tiger Woods            |
| Edoardo Molinari     | pareggio  | Rickie Fowler          |
| Peter Hanson         | 4 & 2     | Phil Mickelson         |
| Pádraig Harrington   | 3 & 2     | Zach Johnson           |
| Graeme McDowell      | 3 & 1     | Hunter Mahan           |
| 5                    | Sessione  | 7                      |
| 14½                  | Totale    | 13½                    |